# Túnel de Embid de la Ribera
El túnel de Embid de la Ribera se encuentra situado en la carretera Z-V-3840, en la provincia de Zaragoza, entre la localidad homónima y Paracuellos de la Ribera. 

## Descripción
Esta carretera recorre los sinuosos y angostos meandros del río Jalón, al norte de Calatayud, que han sido la principal vía de comunicación del valle del Ebro con la meseta castellana durante siglos. Sin embargo, las nuevas técnicas de construcción y medios de transporte han relegado a esta vía hasta dejarla como una ruta de carácter local. No obstante, este entorno de las Hoces del río Jalón hoy día es atravesado por media docena de túneles pertenecientes a la línea del FF.CC. convencional Madrid-Zaragoza y a la alta velocidad Madrid-Zaragoza (como el túnel de Paracuellos, el más largo del tramo Madrid-Barcelona Sants con 4672 m). Por el contrario, la circulación carretera se comenzó a desplazar de las hoces del río a los collados de la Cordillera Ibérica desde mediados del siglo XVIII.

## Características
El túnel de Embid de la Ribera es un túnel carretero, monotubo de 124 metros de longitud y excavado en roca viva. 